# 單孔海豬魚
單孔海豬魚，為輻鰭魚綱鱸形目隆頭魚亞目隆頭魚科的其中一種，分布於西大西洋區，從美國北卡羅萊納州至南美洲北部海域，棲息深度18-100公尺，體長可達20公分，棲息在深水礁石區，生活習性不明，可作為食用魚。